# Estados Unidos en los Juegos Paralímpicos de Pekín 2008
Estados Unidos estuvo representado en los Juegos Paralímpicos de Pekín 2008 por un total de 209 deportistas, 120 hombres y 89 mujeres.

## Medallistas
El equipo paralímpico estadounidense obtuvo las siguientes medallas:
| Nombre | Deporte                       | Evento                                    |
| --- | ----------------------------- | ----------------------------------------- |
| Oro |                               |                                           |
| April Holmes | Atletismo                     | 100 m T44 femenino                        |
| Jessica Galli | Atletismo                     | 400 m T53 femenino                        |
| Amanda McGrory | Atletismo                     | 5000 m T54 femenino                       |
| Jeremy Campbell | Atletismo                     | Disco F44 masculino                       |
| Jeremy Campbell | Atletismo                     | Pentatlón F44 masculino                   |
| Jeffrey Skiba | Atletismo                     | Salto de altura F44/46 masculino          |
| Josiah Jamison | Atletismo                     | 100 m T12 masculino                       |
| Joshua George | Atletismo                     | 100 m T53 masculino                       |
| Jim Bob Bizzell Brian Frasure Jerome Singleton Casey Tibbs | Atletismo                     | 4 × 100 m T42-46 masculino                |
| Sarah Castle Alana Nichols Patricia Cisneros Loraine Gonzales Carlee Hoffman Emily Hoskins Mary Allison Milford Becca Murray Christina Ripp Jen Ruddell Natalie Schneider Stephanie Wheeler | Baloncesto en silla de ruedas | Torneo femenino                           |
| Jennifer Schuble | Ciclismo en pista             | 500 m contrarreloj LC1-2/CP4 femenino     |
| Barbara Buchan | Ciclismo en pista             | Persecución individual LC3-4/CP3 femenino |
| Barbara Buchan | Ciclismo en ruta              | Contrarreloj LC3-4/CP3 femenino           |
| Karissa Whitsell | Ciclismo en ruta              | Contrarreloj B VI 1-3 femenino            |
| Oz Sanchez | Ciclismo en ruta              | Contrarreloj HC C masculino               |
| Lisa Banta Jen Armbruster Asya Miller Robin Theryoung Jackie Barnes Jessica Lorenz | Golbol                        | Torneo femenino                           |
| Erin Popovich | Natación                      | 100 m braza SB7 femenino                  |
| Erin Popovich | Natación                      | 100 m libre S7 femenino                   |
| Erin Popovich | Natación                      | 400 m libre S7 femenino                   |
| Erin Popovich | Natación                      | 200 m estilos SM7 femenino                |
| Jessica Long | Natación                      | 100 m libre S8 femenino                   |
| Jessica Long | Natación                      | 400 m libre S8 femenino                   |
| Jessica Long | Natación                      | 100 m mariposa S8 femenino                |
| Jessica Long | Natación                      | 200 m estilos SM8 femenino                |
| Cortney Jordan | Natación                      | 50 m libre S7 femenino                    |
| Kelley Becherer | Natación                      | 50 m libre S13 femenino                   |
| Ashley Owens | Natación                      | 100 m libre S10 femenino                  |
| Anna Eames | Natación                      | 100 m mariposa S10 femenino               |
| Miranda Uhl | Natación                      | 200 m estilos SM6 femenino                |
| Lantz Lamback | Natación                      | 100 m espalda S7 masculino                |
| Justin Zook | Natación                      | 100 m espalda S10 masculino               |
| Roy Perkins | Natación                      | 50 m mariposa S5 masculino                |
| Rudy Garcia-Tolson | Natación                      | 200 m estilos SM7 masculino               |
| Andy Cohn Will Groulx Scott Hogsett Bryan Kirkland Norm Lyduch Seth McBride Jason Regier Nick Springer Chance Sumner Joel Wilmoth Mark Zupan                                                | Rugby en silla de ruedas      | Torneo mixto                              |
| Nick Taylor David Wagner | Tenis en silla de ruedas      | Quad dobles mixto                         |
| Maureen McKinnon-Tucker Nick Scandone | Vela                          | SKUD18 de dos personas mixto              |
| Plata |                               |                                           |
| Jessica Galli | Atletismo                     | 100 m T53 femenino                        |
| Jessica Galli | Atletismo                     | 200 m T53 femenino                        |
| Jessica Galli | Atletismo                     | 800 m T53 femenino                        |
| Tatyana McFadden | Atletismo                     | 200 m T54 femenino                        |
| Tatyana McFadden | Atletismo                     | 400 m T54 femenino                        |
| Tatyana McFadden | Atletismo                     | 800 m T54 femenino                        |
| Amanda McGrory | Atletismo                     | Maratón T54 femenino                      |
| Jim Bob Bizzell | Atletismo                     | 200 m T44 masculino                       |
| Jim Bob Bizzell | Atletismo                     | 400 m T44 masculino                       |
| Jerome Singleton | Atletismo                     | 100 m T44 masculino                       |
| Peter Gottwald | Atletismo                     | 800 m T13 masculino                       |
| Joshua George | Atletismo                     | 800 m T53 masculino                       |
| Lex Gillette | Atletismo                     | Salto de longitud F11 masculino           |
| Jeffrey Skiba | Atletismo                     | Pentatlón P44 masculino                   |
| Jennifer Schuble | Ciclismo en pista             | Persecución individual LC1-2/CP4 femenino |
| Jennifer Schuble | Ciclismo en ruta              | Contrarreloj LC1-2/CP4 femenino           |
| Karissa Whitsell | Ciclismo en ruta              | Ruta B VI 1-3 femenino                    |
| Alejandro Albor | Ciclismo en ruta              | Ruta HC C masculino                       |
| Allison Jones | Ciclismo en ruta              | Contrarreloj LC3-4/CP3 femenino           |
| Amanda Everlove | Natación                      | 50 m libre S8 femenino                    |
| Amanda Everlove | Natación                      | 100 m mariposa S8 femenino                |
| Amanda Everlove | Natación                      | 200 m estilos SM8 femenino                |
| Cheryl Angelelli | Natación                      | 50 m libre S4 femenino                    |
| Cheryl Angelelli | Natación                      | 100 m libre S4 femenino                   |
| Cortney Jordan | Natación                      | 100 m libre S7 femenino                   |
| Cortney Jordan | Natación                      | 400 m libre S7 femenino                   |
| Erin Popovich | Natación                      | 50 m libre S7 femenino                    |
| Erin Popovich | Natación                      | 50 m mariposa S7 femenino                 |
| Jessica Long | Natación                      | 100 m espalda S8 femenino                 |
| Elizabeth Stone | Natación                      | 100 m espalda S9 femenino                 |
| Ashley Owens | Natación                      | 400 m libre S10 femenino                  |
| Lantz Lamback | Natación                      | 100 m libre S7 masculino                  |
| Lantz Lamback | Natación                      | 400 m libre S7 masculino                  |
| Simona Chin Jamie Dean Jesse Karmazin Emma Preuschl Tracy Tackett | Remo                          | Cuatro con timonel LTAMix4 mixto          |
| Allison Aldrich Heather Erickson Alexandra Gouldie Katie Holloway Sugui Kriss Kendra Lancaster Hope Lewellen Brenda Maymon Gina McWilliams Nichole Millage Kari Miller Lora Webster         | Voleibol sentado              | Torneo femenino                           |
| Bronce |                               |                                           |
| Brian Frasure | Atletismo                     | 100 m T44 masculino                       |
| Casey Tibbs | Atletismo                     | Salto de longitud F42/44 masculino        |
| Anjali Forber-Pratt | Atletismo                     | 400 m T53 femenino                        |
| Amanda McGrory | Atletismo                     | 800 m T53 femenino                        |
| Anjali Forber-Pratt Jessica Galli Tatyana McFadden Amanda McGrory | Atletismo                     | 4 × 100 m T53/54 femenino                 |
| Karissa Whitsell | Ciclismo en pista             | Persecución individual B VI 1-3 femenino  |
| Oz Sanchez | Ciclismo en ruta              | Ruta HC C masculino                       |
| Alejandro Albor | Ciclismo en ruta              | Contrarreloj HC C masculino               |
| Anthony Zahn | Ciclismo en ruta              | Contrarreloj LC4 masculino                |
| Kelley Becherer | Natación                      | 100 m libre S13 femenino                  |
| Kelley Becherer | Natación                      | 400 m libre S13 femenino                  |
| Deborah Gruen | Natación                      | 100 m braza SB6 femenino                  |
| Jessica Long | Natación                      | 100 m braza SB7 femenino                  |
| Aimee Bruder | Natación                      | 100 m libre S4 femenino                   |
| Anna Eames | Natación                      | 100 m libre S10 femenino                  |
| Susan Beth Scott | Natación                      | 400 m libre S10 femenino                  |
| Cortney Jordan | Natación                      | 200 m estilos SM7 femenino                |
| Rudy Garcia-Tolson | Natación                      | 100 m braza SB7 masculino                 |
| Jarrett Perry | Natación                      | 100 m espalda S9 masculino                |
| Lantz Lamback | Natación                      | 50 m libre S7 masculino                   |
| Roy Perkins | Natación                      | 100 m libre S5 masculino                  |
| Cody Bureau | Natación                      | 200 m estilos SM9 masculino               |
| Laura Schwanger | Remo                          | Scull individual AW1x femenino            |
| David Wagner | Tenis en silla de ruedas      | Quad individual mixto                     |
| Lindsey Carmichael | Tiro con arco                 | Recurvo individual de pie femenino        |
| Jeffrey Fabry | Tiro con arco                 | Compuesto individual W1 masculino         |
| John Ruf | Vela                          | 2.4mR individual mixto                    |
| Greg Dewall | Yudo                          | +100 kg masculino                         |